# ایو ازار
ایو آزار (فرانسوی: Yves Hézard‎؛ زادهٔ ۲۰ اکتبر ۱۹۴۸) دوچرخه‌سوار اهل فرانسه است.